# Pierre Asso
Pour les articles homonymes, voir Asso (homonymie).
Pierre Asso est un acteur français né à Nice le 4 mars 1904 et mort dans le 7e arrondissement de Paris le 10 décembre 1974. Il est le frère du parolier Raymond Asso.

## Biographie
Pierre Asso est issu d'une famille d'artistes. Son frère Raymond Asso était le parolier d’Édith Piaf. Son père, marchand drapier niçois, s'appelait Laurent Célestin Asso ; sa mère, Marie Coda, était d'origine stéphanoise. Il s'installe à Paris avant l'âge de vingt ans. Il a été marié trois fois. En premières noces avec Camille Marie Ida Marcelle Létourneau, le 31 mars 1923. En deuxièmes noces avec Renée Simone Thiel, le 17 juillet 1934, ils divorcent le 19 juillet 1944. En troisièmes noces avec la comédienne Yvonne Galli de son vrai nom Yvonne Alice Suzanne Bonneton, née à Genève (Suisse) le 15 septembre 1906 et décédée à Couilly-Pont-aux-Dames le 13 mai 2002.
Homme élégant à la ville, il jouait et vivait au-dessus de ses moyens.

## Filmographie

### Cinéma
- 1935 : Le Crime de Monsieur Lange de Jean Renoir : Un voyageur à la gare
- 1936 : Le Roman d'un tricheur de Sacha Guitry
- 1936 : Topaze de Marcel Pagnol : Tamise
- 1941 : La Neige sur les pas d'André Berthomieu
- 1941 : Les Petits Riens de Raymond Leboursier et Yves Mirande
- 1945 : La Boîte aux rêves de Jean Choux, puis Yves Allégret : Le fou (il n'apparaît pas dans les copies actuellement visibles)
- 1945 : Patrie de Louis Daquin : Le moine Pablo
- 1945 : Saint-Louis, l'ange de la paix de Robert Darène (court métrage, voix off seulement)
- 1949 : Le Grand Rendez-vous de Jean Dréville : Le père Saint-Michel
- 1949 : La Soif des hommes de Serge de Poligny : Le Toulonnais
- 1950 : Quai de Grenelle d'Emil-Edwin Reinert : Le vieux du village
- 1953 : L'Affaire Maurizius de Julien Duvivier : Le maître chanteur
- 1957 : Le Colonel est de la revue de Maurice Labro
- 1961 : Le Combat dans l'île d'Alain Cavalier : Serge
- 1964 : Lucky Jo de Michel Deville
- 1970 : Le Bateau sur l'herbe de Gérard Brach : Alexis
- 1970 : Cannabis de Pierre Koralnik
- 1973 : Deux hommes dans la ville de José Giovanni : Le directeur de la prison
- 1973 : La Race des seigneurs de Pierre Granier-Deferre
- 1974 : La Chair de l'orchidée de Patrice Chéreau : Le docteur

### Télévision
- 1955 : Crime et Châtiment, téléfilm de Stellio Lorenzi : Marmeladov
- 1956 : En votre âme et conscience, épisode L'Affaire de Vaucroze de Jean Prat
- 1957 : En votre âme et conscience, épisode : L'Affaire Lafarge de Jean Prat
- 1959 : Les Trois Mousquetaires, téléfilm de Claude Barma : Richelieu
- 1959 : Marie Stuart (de Friedrich Schiller), téléfilm de Stellio Lorenzi : Paulet
- 1962 : Le Cid (de Corneille), téléfilm de Roger Iglésis : Don Fernand
- 1962 : La conjuration du Cinq-Mars, téléfilm de Guy Lessertisseur : Le cardinal de Richelieu
- 1962 : Les Cinq Dernières Minutes, épisode L’Épingle du jeu de Claude Loursais
- 1963 : L'affaire Calas, réalisateur Stellio Lorenzi (émission de la série La caméra explore le temps) : Voltaire
- 1964 : Droit d'asile (farce-comédie de André Thalassis), téléfilm de René Lucot : Romolo Rutilio di Ruzzola
- 1964 : La Terreur et la Vertu : Danton - Robespierre, téléfilm de Stellio Lorenzi en deux parties (Danton, Robespierre) (émission de la série La caméra explore le temps) : Vadier
- 1966 : Lazare Le Pâtre (téléfilm) : Cosme de Médicis
- 1966 : En votre âme et conscience, épisode : L'Affaire Bouquet de  Pierre Nivollet
- 1966 : l'évêque Foulques de Toulouse, La caméra explore le temps, Les Cathares, téléfilm de Stellio Lorenzi
- 1967 : Un Cœur Qui Se Brise (téléfilm) : Bassanès
- 1971 : La visite de la vieille dame, téléfilm d'Alberto Cavalcanti : Voltaire
- 1972 : Frederic II, téléfilm d'Olivier Ricard : Boby, le valet de chambre

### Doublage
- 1945 : Pavillon noir : Don Juan (Walter Slezak)
- 1947 : Sindbad le marin : Melik (Walter Slezak)
- 1948 : La Chartreuse de Parme : Ferrante Palla (Attilio Dottesio)
- 1950 : Autant en emporte le vent : Ashley Wilkes (Leslie Howard)
- 1952 : La Revanche d'Ali Baba : Sultan (Edward Colmans)
- 1954 : La Révolte des Cipayes : Karam (Arnold Moss)
- 1956 : Ce soir les souris dansent : le présentateur de Radio Madrid (Bobby Deglané)
- 1963 : Persée l'invincible : Acrisio (Arturo Dominici)

## Théâtre
- 1935 : Les Cenci, mise en scène d'Antonin Artaud, Théâtre des Folies-Wagram
- 1947 : La Route du tabac de Jack Kirkland d'après Jack Kirkland, mise en scène Jean Darcante, Théâtre de la Renaissance
- 1950 : Henri IV de Luigi Pirandello, mise en scène André Barsacq, Théâtre de l'Atelier
- 1951 : Le Cid de Corneille, mise en scène Jean Vilar, Festival d'Avignon
- 1951 : Le Prince de Hombourg de Heinrich von Kleist, mise en scène Jean Vilar, Festival d'Avignon
- 1952 : Le Colonel Foster plaidera coupable de Roger Vailland, mise en scène Louis Daquin, Théâtre de l'Ambigu-Comique
- 1952 : La Maison de poupée d'Henrik Ibsen, mise en scène Jean Mercure, Comédie Caumartin
- 1953 : En attendant Godot de Samuel Beckett, mise en scène Roger Blin, Théâtre de Babylone
- 1957 : L'Autre Alexandre de Marguerite Liberaki, mise en scène Claude Régy, Théâtre de l'Alliance française
- 1960 : Un garçon d'honneur d'Antoine Blondin et Paul Guimard d'après Le Crime de Lord Arthur Saville d'Oscar Wilde, mise en scène Claude Barma, Théâtre Marigny
- 1961 : Dommage qu'elle soit une putain de John Ford, mise en scène Luchino Visconti, Théâtre de Paris
- 1962 : Polyeucte de Corneille, mise en scène Bernard Jenny, Théâtre du Vieux-Colombier
- 1962 : Trencavel de Robert Collon, mise en scène Jean Mercure, Théâtre Montparnasse
- 1963 : L'Otage de Paul Claudel, mise en scène Bernard Jenny, Théâtre des Célestins
- 1965 : Dom Juan de Molière, mise en scène Robert Manuel, Théâtre Romain Rolland Villejuif
- 1970 : Richard II de William Shakespeare, mise en scène Patrice Chéreau, Théâtre du Gymnase, Théâtre national de l'Odéon
- 1971 : 3.1416 ou la Punition de Pierre Joffroy, mise en scène Pierre Vial, Comédie de Saint-Étienne
- 1972 : Le Massacre à Paris de Christopher Marlowe, mise en scène Patrice Chéreau, TNP Villeurbanne
- 1972 : La Langue au chat de Roger Planchon, mise en scène de l'auteur et Gilles Chavassieux, Théâtre du Gymnase, Maison de la Culture de Reims, TNP Villeurbanne, Théâtre de Nice
- 1974 : La Folle de Chaillot de Jean Giraudoux, mise en scène Jean Deschamps, tournée, Théâtre du Midi,   Théâtre de Nice